# 宝屋大吉
宝屋 大吉（たからや だいきち、生没年不詳）とは江戸時代の地本問屋である。

## 来歴
江戸の浅草茅町において寛政期に地本問屋を営業している。主に鳥囀斎栄寿の錦絵を出版している。

## 作品
- 鳥囀斎栄寿 「見立高尾太夫」 横大判 寛政末期
- 鳥囀斎栄寿 「四天王五番続三 源頼光 扇屋花扇」 大判 寛政末期
- 鳥囀斎栄寿 「太夫を打ち出す大黒天」 大判 寛政末期